# Mochinho-da-baixa-califórnia
Mochinho-da-baixa-califórnia (nome científico: Glaucidium hoskinsii) é uma espécie de ave da família dos estrigídeos (Strigidae). Endêmica do México onde é restrita a Baixa Califórnia.